# جزیره آتو
جزیره آتّو (آلیوتی: Atan) یک جزیره و بخشی از جزایر آلیوتی، در غرب آلاسکا است. این جزیره در سال ۲۰۱۰ خالی از سکنه شد و آن را به بزرگترین جزیره خالی از سکنه در ایالات متحده تبدیل کرد.